# Robin Østrøm
Robin Dahl Østrøm (Copenaghen, 9 agosto 2002) è un calciatore norvegese, difensore del Silkeborg.

## Biografia
Østrøm è nato in Danimarca da padre norvegese e madre ugandese.

## Carriera

### Club
Østrøm ha giocato nelle giovanili dell'AB Tårnby, per entrare poi a far parte di quelle del B 93. Il 6 agosto 2019 ha giocato l'unica partita ufficiale per il B 93, venendo schierato titolare nella sconfitta per 1-0 subita sul campo del BK Union nel primo turno del DBUs Landspokalturnering. Il 31 gennaio 2020 è stato ingaggiato dall'Odense, a cui si è legato con un contratto valido fino al 30 giugno 2022. Il 7 giugno successivo ha esordito in Superligaen, subentrando a Ryan Laursen nella vittoria per 3-1 sull'Esbjerg. Il 29 aprile 2021, Østrøm ha prolungato il contratto che lo legava all'Odense fino al 30 giugno 2024.
Il 23 agosto 2022 si è trasferito al Silkeborg, a cui si è legato con un accordo quadriennale.

### Nazionale
Østrøm conta una presenza per la Danimarca under 19. Il 6 giugno 2021 ha ricevuto la convocazione da parte della Norvegia under 21, selezionato dal commissario tecnico Leif Gunnar Smerud per una sessione di allenamenti in vista delle partite ufficiali di settembre. Il 24 agosto 2021 è stato quindi convocato per le sfide da disputarsi contro Austria ed Estonia, rispettivamente in data 3 e 7 settembre, valide per le qualificazioni al campionato europeo 2023. Il 3 settembre ha così effettuato il suo esordio, schierato titolare nella vittoria per 3-1 sull'Austria.

## Statistiche

### Presenze e reti nei club
Statistiche aggiornate al 13 settembre 2022.
| Stagione       | Club          | Campionato    | Campionato | Campionato | Coppe nazionali | Coppe nazionali | Coppe nazionali | Coppe continentali | Coppe continentali | Coppe continentali | Supercoppe | Supercoppe | Supercoppe | Totale | Totale |
| Stagione       | Club          | Comp          | Pres       | Reti       | Comp            | Pres            | Reti            | Comp               | Pres               | Reti               | Comp       | Pres       | Reti       | Pres   | Reti   |
| -------------- | ------------- | ------------- | ---------- | ---------- | --------------- | --------------- | --------------- | ------------------ | ------------------ | ------------------ | ---------- | ---------- | ---------- | ------ | ------ |
| 2019-gen. 2020 | B 93          | 2D            | 0          | 0          | CD              | 1               | 0               | -                  | -                  | -                  | -          | -          | -          | 1      | 0      |
| gen.-giu. 2020 | Odense        | SL            | 6          | 0          | CD              | -               | -               | -                  | -                  | -                  | -          | -          | -          | 6      | 0      |
| 2020-2021      | Odense        | SL            | 12         | 0          | CD              | 4               | 0               | -                  | -                  | -                  | -          | -          | -          | 16     | 0      |
| 2021-2022      | Odense        | SL            | 11         | 0          | CD              | 4               | 0               | -                  | -                  | -                  | -          | -          | -          | 15     | 0      |
| lug.-ago. 2022 | Odense        | SL            | 1          | 0          | CD              | 0               | 0               | -                  | -                  | -                  | -          | -          | -          | 1      | 0      |
| Totale Odense  | Totale Odense | Totale Odense | 30         | 0          |                 | 8               | 0               |                    | -                  | -                  |            | -          | -          | 38     | 0      |
| ago. 2022-2023 | Silkeborg     | SL            | 0          | 0          | CD              | UECL            | 0               | 0                  | -                  | -                  | -          | -          | -          | 0      | 0      |
| Totale         | Totale        | Totale        | 30         | 0          |                 | 8               | 0               |                    | 0                  | 0                  |            | -          | -          | 38     | 0      |

## Palmarès

### Club

#### Competizioni nazionali
- Coppa di Danimarca: 1

Silkeborg: 2023-2024